# USS Cheyenne (SSN-773)
USS Cheyenne (SSN-773) — последняя подводная лодка проекта «Лос-Анджелес». Является третьим кораблем ВМС США названным в честь города Шайенн, штат Вайоминг.
Контракт на строительство был подписан Newport News в городе Ньюпорт-Ньюс, штат Виргиния, 28 ноября 1989 года и её киль был заложен 6 июля 1992 года. Спуск прошёл 16 апреля 1995 года, спонсируемый г-жой Энн Симпсон, женой сенатора Вайоминга Алана К. Симпсона. 13 сентября 1996 года поступила в эксплуатацию под командованием Питера Озимика. USS Cheyenne была переведена в порт Пёрл-Харбор (Гавайи) в 1998.

## Обслуживание
Подлодка служила в качестве платформы для испытания плоских гидролокационных дисплеев на основе доступного оборудования.
Cheyenne был первым кораблем, запускавшим ракеты Томагавк в ходе операции «Иракская свобода» под командованием Чарльза Доти. За три последних, из девяти месяцев развертывания, Cheyenne произведет запуск всего комплекта Томагавков, обеспечив полную победу в боевых действиях.
USS Cheyenne была последней подводной лодкой проекта «Лос-Анджелес», построенной Newport News. После строительства USS Cheyenne, верфь Newport News начала подготовку для строительства подводных лодок проекта «Вирджиния».
Между 25 и 27 марта 2006 года в Гавайских водах был проведен ряд противолодочных боевых учений, включающих корабли Carrier Strike Group Nine, атомные подводные лодки: Cheyenne, Seawolf, Greeneville, Tucson, и Pasadena, а также самолёт P-3 Orion aircraft от патрульных эскадрилий VP-4, VP-9, и VP-47.

## В популярной культуре
- Cheyenne играет важную роль в книге Тома Клэнси «Ударная подлодка» (англ. SSN). По сюжету она противостоит Военно-морскому флоту Народно-освободительной армии в вымышленной войне на островах Спратли. Также Cheyenne фигурирует в видеоигре Тома Клэнси SSN.
- В романе Джудит и Гарфилда Ривза-Стивенса Quicksilver субмарине Cheyenne было приказано открыть огонь крылатыми ракетами Томагавк по Пентагону.
- В книге Патрика Робинсона To the Death подводной лодке Cheyenne поручено следить за Иранской Кило в Средиземном море.